# Owen Coffin
Owen Coffin, (24 de agosto de 1802 - 2 de febrero de 1821) fue un marinero adolescente estadounidense a bordo del ballenero Essex de la isla de Nantucket cuando zarpó hacia el Océano Pacífico en una expedición de caza de cachalotes en agosto de 1819, bajo el mando de su primo, George Pollard, Jr.
En noviembre del año siguiente, una ballena embistió y atravesó el casco del Essex en medio del Pacífico, provocando el hundimiento del ballenero. La tripulación del Essex escapó en pequeños botes balleneros, con provisiones suficientes para dos meses, pero no fueron rescatados en ese tiempo. Durante el mes de enero de 1821, los sobrevivientes casi hambrientos comenzaron a comerse los cuerpos de los que habían muerto. Cuando incluso este recurso se agotó, los cuatro hombres que quedaban en el bote de Pollard acordaron sacar pajitas para decidir cuál de ellos debería ser sacrificado, para que los cuatro no murieran de hambre. Coffin "perdió" dicha lotería, le dispararon y se lo comieron. El capitán se ofreció como voluntario para tomar el lugar de Coffin, pero Coffin se negó, diciendo que estaba en su "derecho" de hacerlo para que los demás pudieran vivir. Finalmente los sobrevivientes fueron rescatados por otro ballenero, el Dauphin.

## Cultura popular
- El novelista estadounidense Herman Melville se basó en gran medida en la historia del naufragio de Essex al escribir su novela Moby-Dick,[3] publicada en 1851. Se sabe que la historia del Essex interesó mucho a Melville, quien anotó una copia de la obra Narrative of the Most Extraordinary and Distressing Shipwreck of the Whale-Ship Essex (Narrativa del naufragio más extraordinario y angustioso del barco ballenero Essex), un relato del naufragio y sus consecuencias escrito por el primer oficial sobreviviente del barco, Chase Owen.[4]

- La banda alemana de doom metal Ahab dedicó un álbum conceptual, The Divinity of Oceans, al hundimiento del Essex. Una de las canciones, Gnawing Bones (Lot of Coffin), se refiere explícitamente al destino final de Coffin.

- La banda Mountain de Felix Papallardi y Leslie West en su LP Nantucket Sleirigh dedican una oda a Owen Coffin. Si bien no hay evidencia de que la canción sea específicamente sobre Coffin o el barco Essex (y la letra tiene un significado oscuro), está escrita desde el punto de vista de un marinero en un barco que realiza una "gira de tres años". .. en busca del poderoso cachalote", y el coguionista Felix Pappalardi, en una entrevista para el semanario musical británico Sounds (edición del 20 de noviembre de 1971), confirmó que el ataúd de Owen en la dedicatoria era la misma de la tragedia del Essex.

- La película en el corazón del mar, dirigida por Ron Howard en 2015, cuenta la historia del Essex,[3][5] protagonizada por Owen Coffin quien es interpretado por el actor británico Frank Dillane (el personaje pasó a llamarse Henry Coffin, probablemente para evitar confusiones con Owen Chase, primer maestro del Essex).

- Owen Coffin también aparece en una película de la BBC llamada The Whale (2013).